# Église Saint-Livier
L’église Saint-Livier est une église catholique en ruine située à Metz en Moselle, dans le quartier du Pontiffroy.

## Histoire

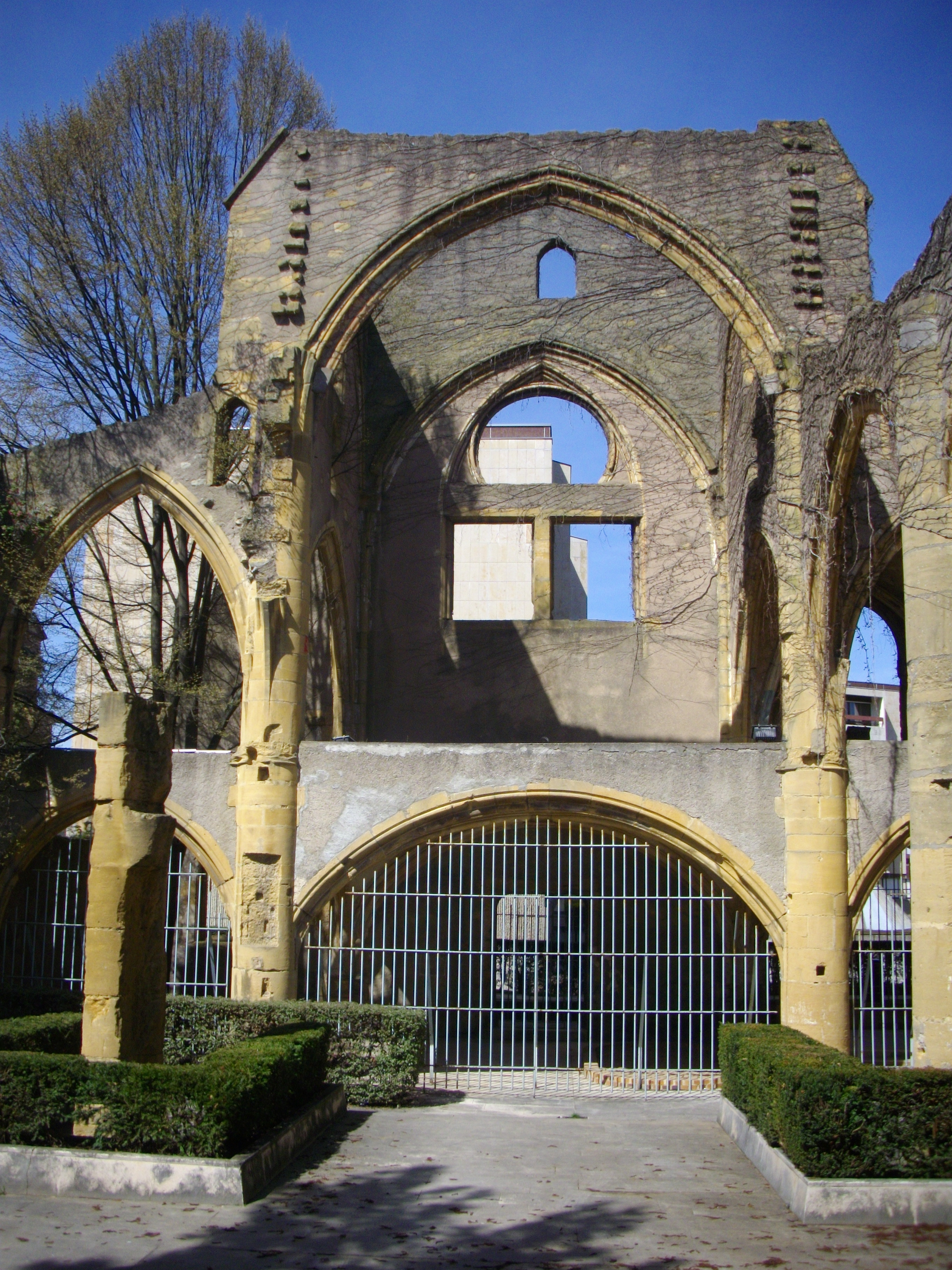
Autre vue des ruines, depuis l'ancienne nef

À côté de l’église Saint-Clément subsistent les vestiges de l’église Saint-Livier, fondée au IXe siècle et reconstruite aux XIIIe et XVe siècles.
D’abord placée sous le patronage de saint Polyeucte, elle fut ensuite dédiée à saint Livier, officier romain et messin, qui défendit Metz contre Attila en 451.
La paroisse Saint-Livier fut supprimée en 1791 et réunie à celle de Saint-Vincent. L’église fut désaffectée et subdivisée en appartements.
La démolition de l’ancien quartier dans les années 1970 a permis son dégagement mais aussi entraîné sa destruction partielle. Le narthex et une partie de la nef sont conservés au milieu d’un petit square.